# Uszty-Donyeckiji járás
Az Uszty-Donyeckiji járás (oroszul: Усть-Донецкий муниципальный район) Oroszország egyik járása a Rosztovi területen. Székhelye Uszty-Donyeckij.

## Népesség
- 1989-ben 30 374 lakosa volt.
- 2002-ben 32 479 lakosa volt.
- 2010-ben 33 647 lakosa volt, melyből 31 942 orosz, 527 ukrán, 397 örmény, 81 fehérorosz, 47 tatár, 37 német, 33 azeri, 28 moldáv stb.